# Juba II
Juba II (ur. 52 p.n.e., zm. 23 n.e.) – władca Numidii, potem król Mauretanii. 
Jego pierwszą żoną była Kleopatra Selene II, córka Marka Antoniusza i Kleopatry. Mieli syna Ptolemeusza (przyszłego króla Mauretanii), zgładzonego w 40 r. n.e. z rozkazu cesarza Kaliguli, i córkę, prawdopodobnie noszącą imię Kleopatra.
Władca ten był miłośnikiem i znawcą sztuki, na co wpływ wywarło jego wychowanie w Rzymie. Jest autorem niezachowanych Ksiąg o malarstwie – powstałego w latach 30-25 p.n.e. traktatu krytycznego o sztuce Rzymian.
Na jego cześć nazwano kilka taksonów roślin, między innymi rodzaj palm Jubaea.